# Lepidodexia inconismus
Lepidodexia inconismus är en tvåvingeart som först beskrevs av Henry J. Reinhard 1957.  Lepidodexia inconismus ingår i släktet Lepidodexia och familjen köttflugor. Inga underarter finns listade i Catalogue of Life.